# Songs That Saved My Life
Songs That Saved My Life è una compilation pubblicata dalla Hopeless Records, in collaborazione con Sub City Records, il 9 novembre 2018. 

## Il disco
L'album propone reinterpretazioni di brani famosi per sostenere il supporto alla salute mentale e la lotta al suicidio: i soldi provenienti dall'acquisto della compilation vengono donati alle associazioni Crisis Text Line (supporto di persone in crisi), Hope For The Day (prevenzione al suicidio), The Trevor Project (prevenzione al suicidio, tematiche LGBTQ) e To Write Love On Her Arms (salute mentale).

## Promozione
La raccolta è stata anticipata dal singolo Torn, cover della versione di Natalie Imbruglia della canzone degli Ednaswap, realizzata dai Neck Deep e pubblicata il 10 settembre 2018 in occasione della giornata mondiale per la prevenzione al suicidio; insieme alla traccia è stato pubblicato anche un video musicale.

## Produzione
Le canzoni sono state masterizzate da Alan Douches al West West Side Music. Il design del libretto è stato curato da Brian Manley.

## Tracce
1. Neck Deep – Torn (Natalie Imbruglia) – 4:04
2. Movements – Losing My Religion (R.E.M.) – 4:29
3. Stand Atlantic – Your Graduation (Modern Baseball) – 2:40
4. Dance Gavin Dance – Semi-Charmed Life (Third Eye Blind) – 3:44
5. Against Me! – People Who Died (James Dennis Carroll) – 4:56
6. Taking Back Sunday – Bullet with Butterfly Wings (The Smashing Pumpkins) – 4:32
7. Dream State – Crawling (Linkin Park) – 3:32
8. As It Is – Such Great Heights (The Postal Service) – 3:23
9. Oceans Ate Alaska – Shape Of My Heart (Sting) – 5:37
10. Too Close to Touch – Let It Be (The Beatles) – 3:52
11. Dan Campbell & Ace Enders – Broom People (The Mountain Goats) – 2:29
12. The Maine – Transatlanticism (Death Cab for Cutie) – 8:00